# ポメラ

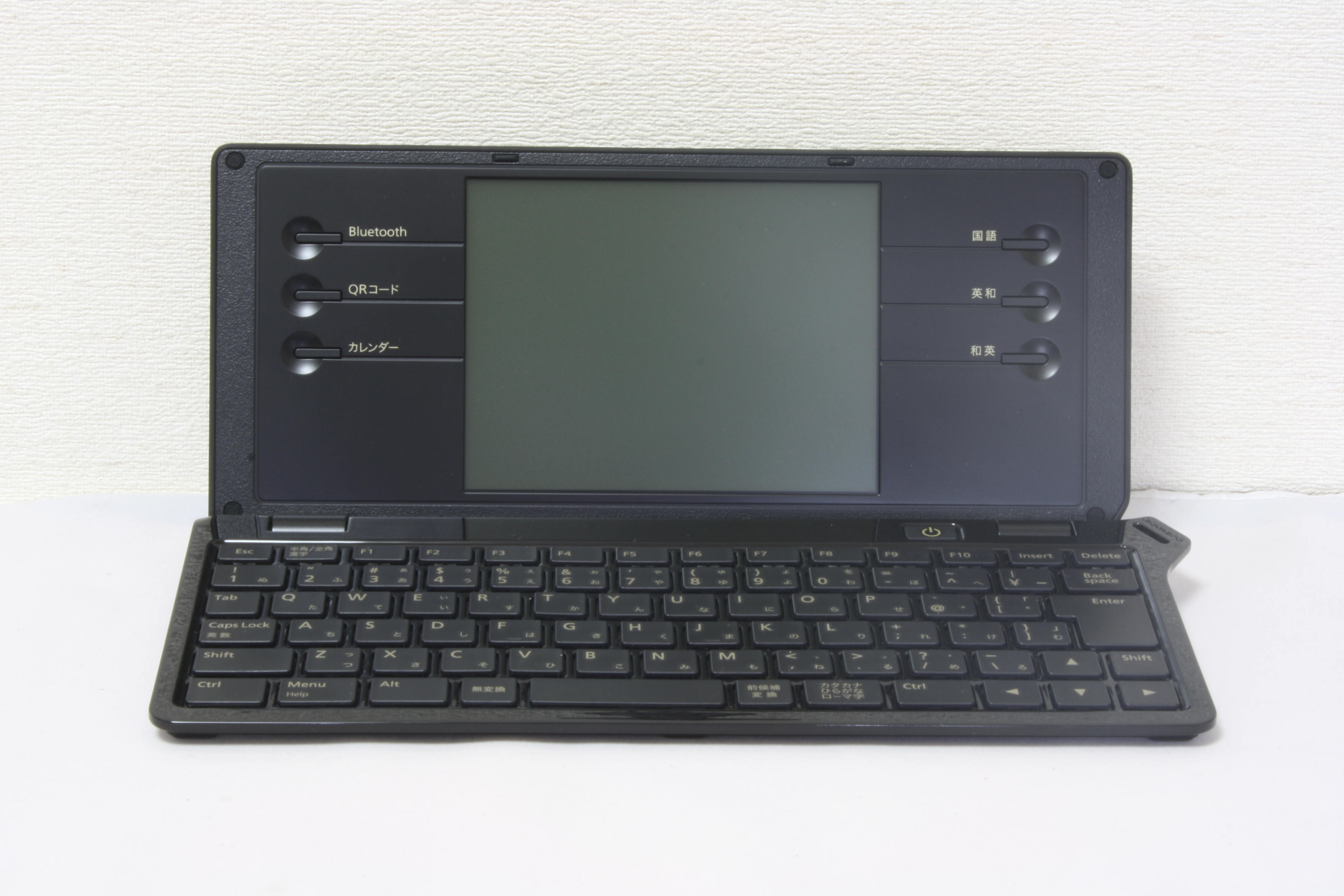
DM-100

ポメラ（pomera）は、キングジムが製造販売しているデジタルメモである。製品名は「ポケット・メモ・ライター」の頭字語で、同社が商標登録している。

## 概要
キーボードで文字を入力して記憶する機能に特化したメモや文章の作成専用機。『いつでもどこでもすぐ「メモる」』をコンセプトに、以下のような特長を備える。
1. 左右のピッチは17ミリメートル、パンタグラフ式キーボードを備える。
2. 日本語入力システムにATOKを採用する。
3. 軽量な筐体で携帯性が優れる。折りたたみキーボード搭載機種は、携帯時に文庫本程度の大きさである。
4. 多くの機種で、入手性が高い乾電池を用いる。
5. 稼働時間が長い。市販の単4乾電池2本でおよそ20時間、DM100は単3電池2本で30時間、DM200はリチウムイオンバッテリーで18時間稼働する。
6. 電源ボタンを押してからおよそ2秒後に起動完了する。

会議中の議事録入力や移動中のメモ作成などを想定し、文字の入力と保存に特化している。ワープロ専用機から更にプリンター機能までも取り除いた機器と言ってよい。
行番号表示や改行位置設定などは無いが、DM20は自動改行設定、DM200は行番号表示をそれぞれ備え、インターネットやメールなどの通信機能は無いが、DM100はBluetoothでスマートフォンと連携し、DM200はBluetoothと無線LANを備える。
1ファイルはDM10とDM5が8000字、DM20は28000字、DM100は40000字だが、複数ファイルに分割保存も可能で、SDメモリーカードを利用すれば実質的に制約なく作成したテキストの保存が可能となる。

## 開発経緯
1990年代以降、日本語の文書作成のためにキーボードから入力したテキストを活用することが一般的になった。しかし、2000年代後半にワープロ専用機の多くが終売し、キーボード入力の可搬型機器は実質的にノートパソコンに限定された。ノートパソコンは小型軽量化が進化してUltra-Mobile PCやネットブックなどが上市された。しかし、バッテリー持続時間、起動時間、不要な多機能などとメモ文書の入力に適していなかった。
ポメラはこれらの不便解消を企図して、キーボード搭載、軽量コンパクト、乾電池による長時間動作のメモ専用機をコンセプトに開発した。製品化まで社内の反応は芳しくはなかったものの、企画承認時に1人が「お金を出してでも欲しい」と強く賛同して商品化決定に大きく寄与した。

## 機種
型番の"DM"に続く数字が1・2桁の機種は折りたたみキーボード、3桁の機種はストレートキーボードを搭載する。

### DM10
2008年（平成20年）11月10日発売の初代機。製造終了。
販売元の予想を超える出荷台数を記録した。表面にラバーコーティングを採用しているため経年劣化すると加水分解して表面がベタベタになる問題がある。

### DM20

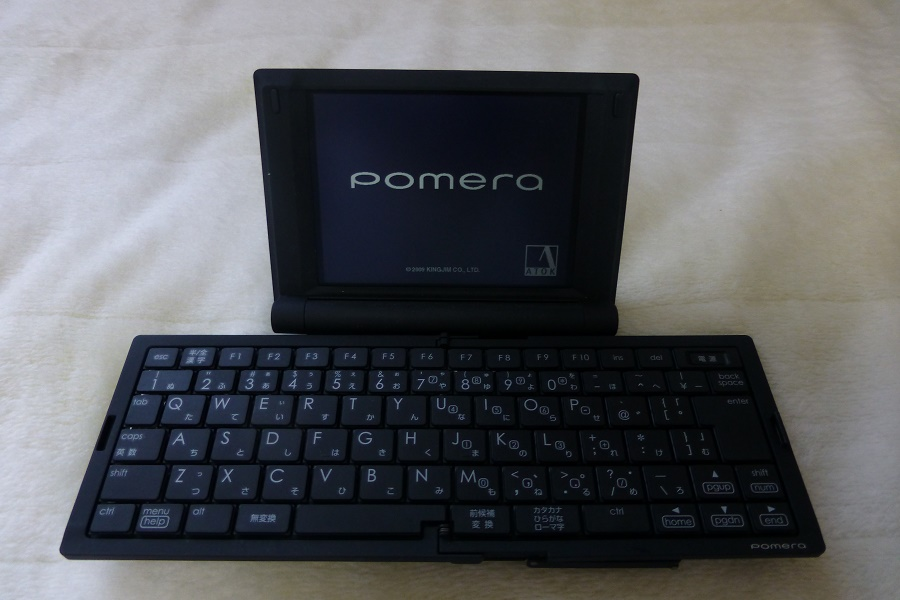
DM20

2009年（平成21年）12月11日に発売。製造終了。
記憶できる文章量の制限などを緩和した上位機種。表面処理はDM10と同様で、経年劣化でベタつくようになる。

### DM5
2010年（平成22年）3月9日に発売。製造終了。
メモリを初代機と同等の仕様に戻した廉価機。画面解像度を落としたほか、画面はシリーズ機唯一のSTN液晶で、2つ折りのキーボード搭載機としては唯一、キーボードが展開時に横にスライドしない。

### DM20Y
2010年（平成22年）6月17日に発売の、数量限定のプレミアムモデル。製造終了。
なお、キーボードの刻印のうち「ひらがな」が「ひながな」になっている誤植があったため、8月9日に無償で部品交換を行うと発表された。

### DM11G
2010年（平成22年）12月22日発売の、数量限定の機動戦士ガンダムコラボレーションモデル。製造終了。
シャア・アズナブル モデル(c)、ランバ・ラル モデル(r)、ジオン軍 モデル(z)の3モデルがあり、起動・終了時の画面表示がそれぞれ異なる。また、ガンダム用語が変換候補に登録済（例：「ずごっく」を「Z'GOK」や「MSM-07」に変換）、キャラクター別専用ケース同梱、といった特徴がある。後述の表ではモデルによる違いを括弧内の表記で記載。

### DM100

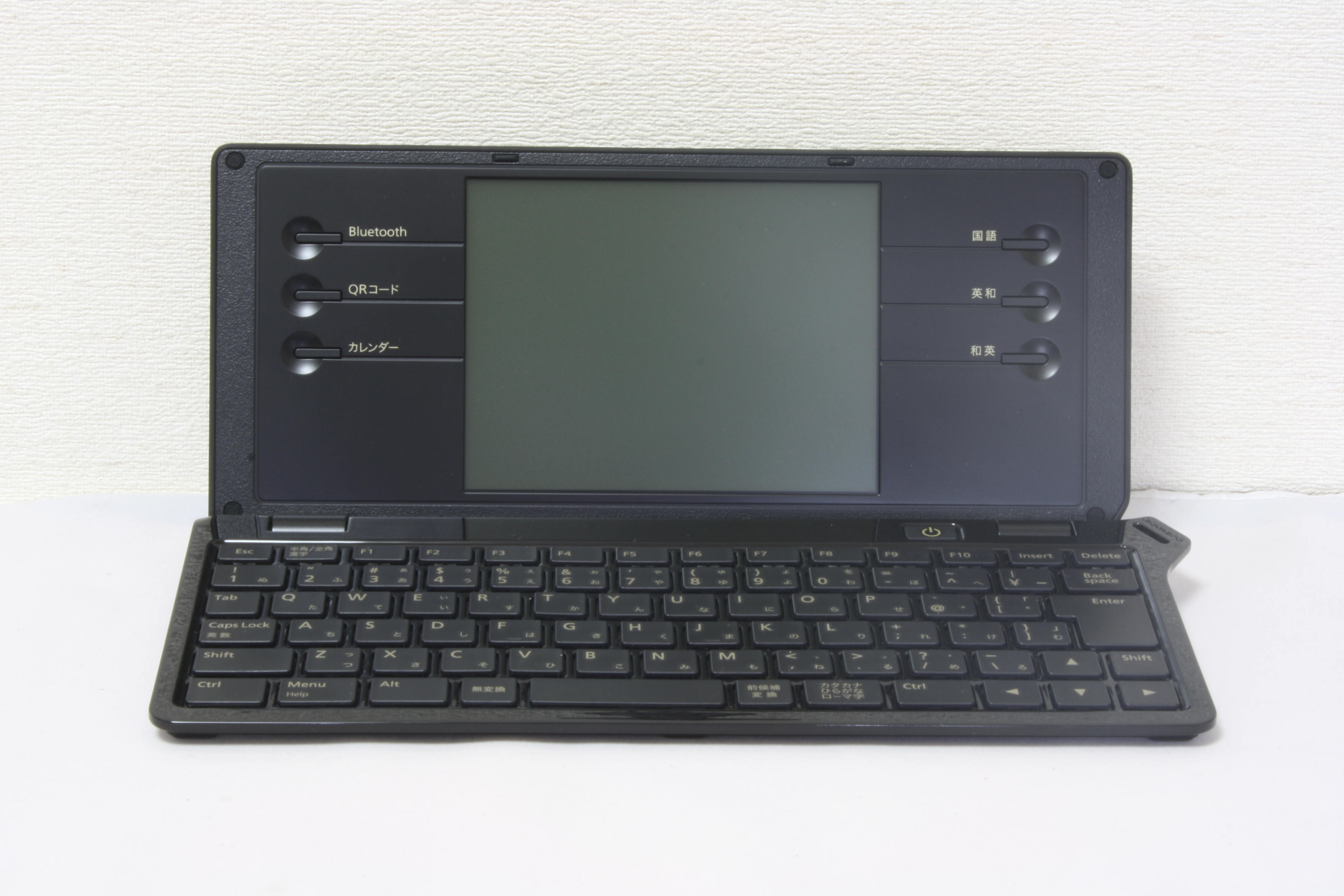
DM-100

2011年（平成23年）11月25日発売。製造終了。
ストレートタイプのキーボード、電子辞書機能、バックライト付液晶、Bluetooth、テキスト縦書き表示、親指シフト入力方式対応機能などを新たに搭載した。

### DM25
2013年（平成25年）3月8日に発売。製造終了。
軽さ、薄さ、テキスト編集機能を改善した。

### DM200

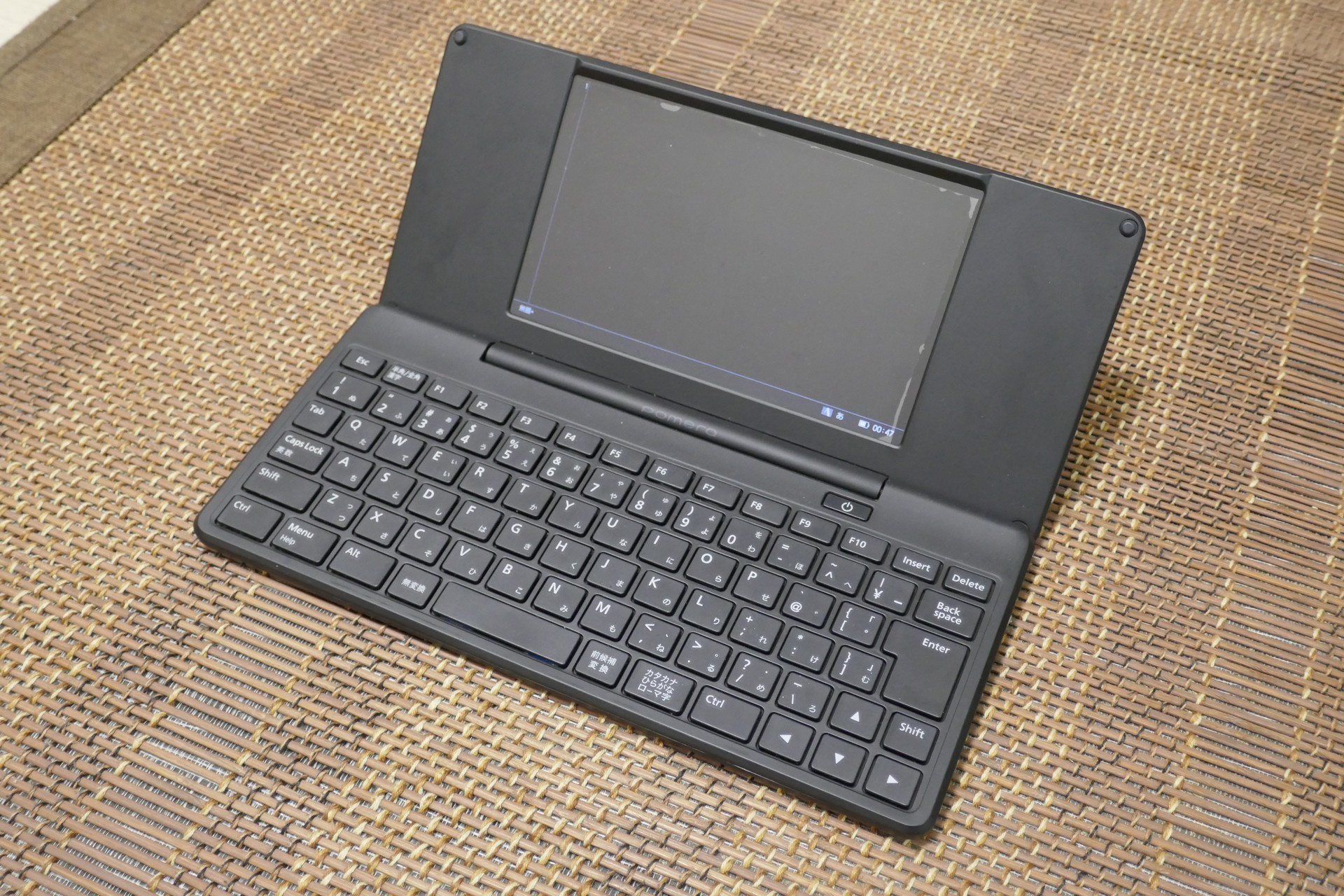
DM200

2016年（平成28年）10月21日に発売。バックライト付きの7型ワイド画面（1024×600ドット）、キーピッチ17mmのキーボードを搭載。無線LAN機能を搭載し、クラウドストレージやプリンター、メールサーバーに直接ファイルをアップロードできる。電源はリチウムイオンポリマー電池を採用し、使用時間は約18時間となっている。CSVファイル編集機能は無くなった。
組み込みOSには開発当初はAndroidを採用しようとしたが、Androidベースにした試作品では約9時間しかバッテリーが持たず、ポメラのこだわりである長時間のバッテリー駆動時間が実現できないため、製品ではLinuxベースの独自OSとなった。また、従来は乾電池を採用していた電源は、DM200では単三形乾電池にすると合計6本も必要になり重量も増してしまうため、リチウムイオンバッテリーを採用した。

文字はモリサワの「ユニバーサルデザインフォント」が使われている。

### DM30
2018年（平成30年）6月8日発売。製造終了。
折りたたみキーボードが従来の2つ折りではなく、3つ折りの観音開きになった。「ポメラ」シリーズで初めてE Ink社の電子ペーパーディスプレイを採用した。電子ペーパーの仕様上、文字を打ち込んでから画面上に表示されるまで若干の遅延が生じる。

### DM250
2022年（令和4年）7月29日発売。
DM200をベースにバッテリー容量を増強したほか、接続インタフェースとしてUSB Type-Cを搭載。新たに充電確認用LEDを搭載する。
シナリオモード機能が付いていて、縦書きで脚本形式の文章が書けるようになっている。
2023年（令和5年）10月27日、15周年記念の限定モデル「DM250X Crystal」を発表した。

## 評価
ゲームデザイナーで作家の芝村裕吏はポメラを小説・脚本などの執筆に愛用する理由としてゲームやインターネットブラウザ機能がなくテキスト入力に特化しているため、執筆する際に誘惑がないことを挙げ、「自主的な監禁道具」「（いい意味で）仕事しかできない最高のツール」と評している。GetNaviのライター・ナックル末吉も「ノートパソコンやタブレットなどでは、テキストを入力しながらついついネットやSNSを確認してしまいがちですが、専用機のポメラならそのような誘惑も皆無」と評している。
ジャーナリストの津田大介はDM200を「メモ機のレベルを超えたような気がする」「スマホやタブレットのキーボードにもなるのも地味に便利だ。スマホやタブレットとポメラという組み合わせで持ち歩けばノートパソコンはいらなくなるかもしれない」と評している。
一方で、モデルチェンジのたびに高機能化するとともに重量と値段が増大していることもあり、DM200には否定的なレビューもある。ITmediaのライター・山口真弘は「実売4万円台前半～5万円台前半という価格は、新規設計のハードウェアとしてはそこそこ頑張っているほうで、恐らく原価もかなり高いと推測されるが、安価なタブレットがこれだけ普及している現在、単機能のテキスト入力ツールとしては、割高な感は否めない」と評している。

## 仕様
| 項目                   | 内容 | 内容 | 内容 | 内容 | 内容 | 内容 | 内容                                                                        | 内容                                                                               | 内容                                                                       |
| ---------------------- | --- | --- | --- | --- | --- | --- | --------------------------------------------------------------------------- | ---------------------------------------------------------------------------------- | -------------------------------------------------------------------------- |
| 品番                   | DM5 | DM10 | DM11G | DM20 | DM25 | DM30 | DM100                                                                       | DM200                                                                              | DM250                                                                      |
| キーボード             | 2つ折り式JIS配列キーボード、キーピッチ約17mm                                                                         | 2つ折りスライド式JIS配列キーボード、キーピッチ約17mm                                                                 | 2つ折りスライド式JIS配列キーボード、キーピッチ約17mm                                                                 | 2つ折りスライド式JIS配列キーボード、キーピッチ約17mm                                                                 | 2つ折りスライド式JIS配列キーボード、キーピッチ約17mm                                                                 | 3つ折り式JIS配列キーボード、キーピッチ約17mm                                                                         | ストレートタイプJIS配列キーボード、キーピッチ17mm、親指シフト対応           | ストレートタイプJIS配列キーボード、キーピッチ17mm、親指シフト対応                  | ストレートタイプJIS配列キーボード、キーピッチ17mm、親指シフト対応          |
| 1ファイルの文字制限    | 約8,000文字 | 約8,000文字 | 約28,000文字 | 約28,000文字 | 約30,000文字 | 全角50,000文字 | 約40,000文字                                                                | 約50,000文字                                                                       | 約200,000文字                                                              |
| 本体メモリ             | 48,000文字、ファイル数制限6                                                                                          | 48,000文字、ファイル数制限6                                                                                          | 28,000,000文字、ファイル数制限1,000                                                                                  | 28,000,000文字、ファイル数制限1,000                                                                                  | 105MB、ファイル数制限1,000                                                                                           | 8GB | 128MB、ファイル数制限1,572                                                  | 128MB、ファイル数制限不明                                                          | メイン1.3GB（バックアップ1.3GB、ゴミ箱0.6GB）、ファイル制限不明            |
| ファイル形式           | テキスト（.txt） | テキスト（.txt） | テキスト（.txt） | テキスト（.txt） | テキスト（.txt） | | テキスト（.txt）、表（.csv）                                                | テキスト（.txt）                                                                   | テキスト（.txt）                                                           |
| LCDパネル              | 4インチSTNモノクロLCD、QVGA                                                                                          | 4インチTFTモノクロLCD、VGA                                                                                           | 4インチTFTモノクロLCD、VGA                                                                                           | 5インチTFTモノクロLCD、VGA                                                                                           | 5インチTFTモノクロLCD、VGA                                                                                           | 6.0インチ（122.4×90.6mm）電子ペーパーディスプレイ SVGA（800×600ドット）                                              | 5.7インチTFTモノクロLCD、SVGA、バックライト搭載                             | 7.0インチTFTモノクロLCD、WSVGA、バックライト搭載                                   | 7.0インチTFTモノクロLCD、WSVGA、バックライト搭載                           |
| インターフェイス       | USB接続（A-ミニBタイプ）                                                                                             | USB接続（A-ミニBタイプ）                                                                                             | USB接続（A-ミニBタイプ）                                                                                             | USB接続（A-ミニBタイプ）                                                                                             | USB接続（A-ミニBタイプ）                                                                                             | | USB接続（A-ミニBタイプ）、Bluetooth 無線方式                                | USB接続（A-microBタイプ）、Bluetooth 無線方式、無線LAN IEEE802.11b/g/n（2.4GHz帯） | USB接続（Type-C）、Bluetooth 無線方式、無線LAN IEEE802.11b/g/n（2.4GHz帯） |
| メモリーカードスロット | microSD（最大容量2GB）、microSDHC（最大容量16GB）                                                                    | microSD（最大容量2GB）※SDHC非対応                                                                                    | microSD（最大容量2GB）、microSDHC（最大容量16GB）                                                                    | microSD（最大容量2GB）、microSDHC（最大容量16GB）                                                                    | SD（最大容量2GB）、SDHC（最大容量32GB）                                                                              | SD（最大容量2GB）、SDHC（最大容量32GB）                                                                              | SD（最大容量2GB）、SDHC（最大容量32GB）                                     | SD（最大容量2GB）、SDHC（最大容量32GB）                                            | SD（最大容量2GB）、SDHC（最大容量32GB）                                    |
| 電源                   | 単4アルカリ×2、または単4エネループ×2                                                                                 | 単4アルカリ×2 | 単4アルカリ×2、または単4エネループ×2                                                                                 | 単4アルカリ×2、または単4エネループ×2                                                                                 | 単4アルカリ×2、または単4エネループ×2                                                                                 | 単3アルカリ×2、または単3エネループ×2                                                                                 | 単3アルカリ×2、または単3エネループ×2                                        | リチウムイオンバッテリー                                                           | リチウムイオンバッテリー                                                   |
| 電池寿命               | 約25時間（エネループ20時間）                                                                                         | 約20時間 | 約20時間（エネループ15時間）                                                                                         | 約20時間（エネループ15時間）                                                                                         | 約20時間（エネループ15時間）                                                                                         | 約20時間（エネループ15時間）                                                                                         | 約30時間（エネループ25時間）                                                | 約18時間                                                                           | 約24時間                                                                   |
| バックアップ電池       | コイン型リチウム電池（CR2032×1個）電池寿命約60時間（単4形アルカリ乾電池及び単4形エネループが入っていれば消耗しない） | コイン型リチウム電池（CR2032×1個）電池寿命約60時間（単4形アルカリ乾電池及び単4形エネループが入っていれば消耗しない） | コイン型リチウム電池（CR2032×1個）電池寿命約60時間（単4形アルカリ乾電池及び単4形エネループが入っていれば消耗しない） | コイン型リチウム電池（CR2032×1個）電池寿命約60時間（単4形アルカリ乾電池及び単4形エネループが入っていれば消耗しない） | コイン型リチウム電池（CR2032×1個）電池寿命約60時間（単4形アルカリ乾電池及び単4形エネループが入っていれば消耗しない） | コイン型リチウム電池（CR2032×1個）電池寿命約60時間（単4形アルカリ乾電池及び単4形エネループが入っていれば消耗しない） | コイン型リチウム電池（CR2016×1個）                                          | なし                                                                               | なし                                                                       |
| 折りたたみ時寸法（mm） | W145×D104×H31 | W145×D100×H30 | W147×D104×H30(c)、H32(r)、H28(z)                                                                                     | W145×D100×H33 | W145×D100×H29 | W156×D126×H33 | W263×D118.5×H24.6                                                           | W263×D120×H18                                                                      | W263×D120×H18                                                              |
| 使用時寸法（mm）       | W250×D104 | W250×D100 | W252×D104 | W250×D110 | W250×D110 | W286×D131 | W263×D                                                                      | W263×D120                                                                          | W263×D120                                                                  |
| 質量（乾電池別）       | 285g | 340g | 340g(c,z)、350g(r)                                                                                                   | 370g | 360g | 450g | 399g                                                                        | 580g                                                                               | 620g                                                                       |
| PCリンク時対応OS       | 日本語Windows 7/Vista/XP(32bitのみ対応)                                                                              | 日本語Windows 7/Vista/XP(32bitのみ対応)                                                                              | 日本語Windows 7/Vista/XP(32bitのみ対応)                                                                              | 日本語Windows 7/Vista/XP(32bitのみ対応)                                                                              | 日本語Windows 8 / 7 / Vista / XP （32bit / 64bit 対応）                                                              | Windows 7 以降（32/64bit 版）各日本語版 Mac OS X 10.10 以降                                                          | 日本語Windows 7/Vista/XP(32bit/64bit対応)、Mac OS X Ver.10.8/10.7/10.6/10.5 | 日本語Windows 7以降(32/64bit対応)、Mac OS X Ver.10.9以降                           | 日本語版Windows 10以降(32/64bit対応)、macOS 10.14以降                      |